# Sezon mort
Sezon mort (titlul original: în rusă Мёртвый сезон, transliterat: Miortvîi sezon) este un film de spionaj sovietic, realizat în 1968 de regizorul Savva Kuliș, protagoniști fiind actorii Donatas Banionis, Rolan Bîkov și Serghei Kurilov.
Filmul este dedicat serviciilor de informații sovietice din timpul Războiului Rece, bazat pe fapte reale. Prototipul eroului principal este faimosul spion sovietic Konon Molodîi.

## Rezumat
Ofițerul sovietic de informații Ladeinikov află că un fost criminal de război, Dr. Hass, lucrează la unul dintre institutele științifice străine dintr-un mic oraș stațiune, care în timpul războiului a testat arme chimice asupra prizonierilor. Ladeinikov și actorul Savușkin, care îl cunoaște pe criminal din vedere, se stabilesc în orașul în care lucrează Hass...

## Distribuție
- Donatas Banionis – Constantin Ladeinikov, spion sovietic
- Rolan Bîkov – Savușkin Pavlovici, actor, fost prizonier în lagărul de concentrare
- Serghei Kurilov – Pavel Bociarov, general КGB
- Ghennadi Iuhtin – căpitanul Aleksei Muraviov
- Bruno Freindlich – Valeri Baturin, general KGB
- Ants Eskola – Smith, șeful poliției
- Leonhard Merzin – părintele Mortimer
- Einari Koppel – Draiton, spion american
- Mauri Raus – Greban, agent BND, legătura lui Hass
- Vladimir Erenberg – Richard Hass, alias profesor Born, criminal de război
- Jüri Järvet – prfesorul O'Reilly
- Anda Zaice – Katrin, secretara
- Svetlana Korkoșko – Elis, coproprietara unui restaurant privat
- Laimonas Noreika – colonelul Nicols

## Lansare
A fost lansat în anul 1969 și a avut parte de mare succes comercial, fiind vizionat de 34,5 milioane de spectatori în cinematografele din Uniunea Sovietică.